# Konstantin Georgiyevich Paustovsky
Konstantin Georgiyevich Paustovsky (tiếng Nga: Константин Георгиевич Паустовский) (sinh ngày 31 tháng 5 năm 1892, mất ngày 14 tháng 7 năm 1968) là một nhà văn Liên Xô nổi tiếng với thể loại truyện ngắn. Ông được đề cử Giải Nobel Văn học năm 1965.

## Tiểu sử
Konstantin Paustovsky sinh năm 1892 tại thành phố Moskva của Đế quốc Nga. Bố ông là một nhân viên đường sắt gốc Cossack Zaporizhia, còn mẹ ông xuất thân từ một gia đình trí thức người Ba Lan vì vậy gia đình nhà Paustovsky sử dụng cùng lúc ba thứ tiếng, tiếng Nga, tiếng Ba Lan và tiếng Ukraina. Konstantin lớn lên ở Ukraina, ông học trung học tại Kiev và là bạn cùng lớp của Mikhail Bulgakov. Học được một thời gian thì bố của Paustovsky rời bỏ gia đình và ông phải đi làm gia sư thêm để có tiền ăn học.
Năm 1912 Paustovsky trở thành sinh viên Khoa Lịch sử tự nhiên của Đại học Kiev, đến năm 1914 thì ông chuyển sang Khoa Luật của Đại học Moskva nhưng rồi Thế chiến thứ nhất nổ ra, ông phải bỏ dở việc học để đi làm nhân viên đường sắt giống cha mình. Năm 1915 ông ra mặt trận trên một chiếc tàu hỏa bệnh viện nhưng sau khi hai người anh đều chết trên mặt trận, Paustovsky trở về sống với mẹ ở Moskva một thời gian rồi lại ra đi để kiếm việc. Đầu tiên ông trở thành công nhân trong những nhà máy luyện kim ở Katerynoslav (nay là Dnipro, Ukraina) và Yuzivka (nay là Donetsk, Ukraina). Đến năm 1916 Paustovsky lại chuyển đến thành phố Taganrog bên bờ Biển Azov để làm công nhân trong nhà máy hơi nước, rồi thử sức với nghề đánh cá cũng ở thành phố này. Năm 1917 ông trở về Moskva làm nghề nhà báo và chứng kiến thắng lợi của Cách mạng tháng Mười.
Trong Nội chiến Nga, Paustovsky chiến đấu trong hàng ngũ Hồng quân. Sau đó ông lại tiếp tục đi khắp Liên bang Xô viết, từ Kiev đến Odessa, sau đó là Sukhumi, Batumi, Yerevan rồi Baku. Ông về Moskva năm 1932 và làm biên tập viên cho Hãng thông tấn Nga trong vài năm trước khi trở thành nhà báo của tờ Pravda (Sự thật).

## Sự nghiệp

### 1911 - 1941
Paustovsky bắt đầu tập sáng tác khi còn ở trường trung học. Ông thử sức đầu tiên là với việc sáng tác thơ nhưng rồi cuối cùng Konstantin chỉ tập trung vào lĩnh vực văn xuôi. Đó là sau khi nhà văn nổi tiếng Ivan Bunin viết cho Paustovsky một lá thư góp ý trong đó có nói: "Tôi nghĩ thế giới thực sự của cậu là những tác phẩm văn xuôi. Nếu cậu thực sự chuyên tâm với lĩnh vực đó, tôi chắc chắn cậu sẽ làm được điều gì đó đáng kể".
Những truyện ngắn đầu tiên của Paustovsky là Na vode (Trên mặt nước) và Chetvero (Bộ tứ) viết năm 1911 và 1912. Những tác phẩm đầu tiên này chịu ảnh hưởng của Alexander Grin và các nhà văn thuộc "Trường phái Odessa" như Isaac Babel, Valentin Kataev hay Yuri Olesha. Trong thời gian sống ở Taganrog, Paustovsky bắt đầu viết cuốn tiểu thuyết đầu tiên có tên Romantiki (Lãng mạn), tác phẩm này sau đó được in năm 1935. Đúng như cái tên của nó, tác phẩm là cuộc sống thời niên thiếu của tác giả, là những gì ông đã nhìn thấy và cảm nhận, một trong những nhân vật chính trong tiểu thuyết là ông già Oscar, một họa sĩ cả đời vừa phải chống lại những người muốn ông trở thành một thương gia, vừa phải vượt qua nỗi cô đơn để sáng tác. Các tác phẩm sau đó của Paustovsky như Razgovor o ribe, Azovskoe podpolie, Port v trave được ông viết để miêu tả quãng thời gian sống ở Taganrog. Trong giai đoạn Thế chiến thứ nhất, Paustovsky còn viết một số bản thảo dựa trên những cảm nghĩ về cuộc sống nơi tiền tuyến. Năm 1925, tác phẩm của Paustovsky lần đầu tiên được xuất bản, đó là cuốn Morskiye Nabroski (Phác thảo biển) nhưng không gây tiếng vang. Tiếp theo Phác thảo biển là Minetoza(1927) và cuốn tiểu thuyết lãng mạn Blistaiushie Oblaka (Những đám mây tỏa sáng) (1929).
Trong thập niên 1930 Paustovsky đã đi thăm nhiều công trường xây dựng và viết một số tác phẩm ca ngợi công cuộc công nghiệp hóa đất nước Xô viết. Đó là truyện vừa Kara-Bugaz (1932) và Kolkhida (1934). Kara-Bugaz được đặc biệt khen ngợi với cốt truyện là chuyến phiêu lưu và khám phá vịnh Kara-Bugaz huyền bí năm 1847. Paustovsky tiếp tục đề tài lịch sử trong tác phẩm Severnaya Povest (Câu chuyện phương Bắc) (1938). Cuối thập niên này, nhà văn bắt đầu khai thác đề tài thiên nhiên Nga trong các tác phẩm như Letniye Dni (Những ngày hè) (1937) hay Meshcherskaya Storona (1939). Với Paustovsky, thiên nhiên là một vẻ đẹp rất đa dạng có thể giúp con người thoát khỏi những ưu tư thường ngày và giúp họ tìm lại được sự cân bằng trong tâm hồn. Ý tưởng này của ông khá giống với nhà văn Mikhail Prishvin và chính Prishvin cũng từng viết rằng: "Nếu tôi không phải là Prishvin, thì tôi thích viết như Paustovsky".

### 1945 - 1968
Trong Thế chiến thứ hai Paustovsky là phóng viên chiến trường ở mặt trận phía Nam. Năm 1943 nhà văn viết kịch bản phim "Lermontov" (đạo diễn bởi A.Gendelshtein) cho Xưởng phim Gorky.
Từ năm 1948 đến năm 1955 ông là giảng viên tại Trường viết văn Maxim Gorky. Năm 1955 ông cho ra đời tác phẩm có lẽ là thành công nhất trong sự nghiệp, tập truyện Bông hồng vàng (Золотая роза) ngợi ca bản chất lao động tốt đẹp của nhà văn. Trong giai đoạn từ 1945 đến 1963, Paustovsky dành rất nhiều thời gian để viết bộ tự truyện Povest o Zhizni (Chuyện kể về cuộc đời) bao gồm 6 quyển. Ông cũng sáng tác một số vở kịch hoặc truyện cổ tích như Chiếc nhẫn sắt.
Từ giữa thập niên 1950, các tác phẩm của Paustovsky bắt đầu được thế giới biết đến, ông được mời đi thăm nhiều nước châu Âu như Ý, Tiệp Khắc, Bulgari,... Năm 1965 ông được đề cử giải thưởng cao quý Giải Nobel Văn học nhưng cuối cùng giải đã lọt vào tay nhà văn Mikhail Sholokhov, tác giả của Sông Đông êm đềm. Ông cũng được Nhà nước Liên Xô trao tặng Huân chương Lênin vì những đóng góp cho nền văn học Xô viết.
Tại Việt Nam, các truyện ngắn của Paustovsky được tập hợp trong hai tập sách Bông hồng vàng và Bình minh mưa.
Bằng Việt là nhà thơ, dịch giả tiêu biểu của Việt Nam có nhiều bản dịch và tác phẩm về Pautovsky, được biết đến nhiều nhất là bài thơ "Nghĩ lại về Pautovsky", trong đó có nhắc đến một số tiêu đề truyện ngắn của ông.
Konstantin Paustovsky mất ngày 14 tháng 7 năm 1968 tại Moskva.

## Câu nói nổi tiếng
Trong truyện ngắn Bụi quý (nằm trong tập sách Bông hồng vàng), Paustovsky đã bộc lộ suy nghĩ của ông về nghĩa vụ của một nhà văn, đoạn văn này sau đó rất hay được trích dẫn để nói về sự nghiệp cầm bút nói chung:

"Mỗi phút, mỗi lời tình cờ được nói ra và mỗi cái nhìn vô tình ta bắt gặp, mỗi ý nghĩ sâu sắc hoặc vui đùa, mỗi rung động thầm lặng của con tim, cũng như cả đến một bông xốp của hoa hướng dương đang bay hay lửa sao trong một vũng nước đêm - tất cả những cái đó đều là những hạt rất nhỏ của bụi vàng. Chúng ta, những nhà văn, chúng ta bòn đãi chúng trong hàng chục năm, hàng triệu những hạt cát đó, lặng lẽ thu góp lại cho mình, biến chúng thành một hợp kim rồi từ hợp kim đó ta đánh "Bông Hồng Vàng" của ta - truyện, tiểu thuyết hay là thơ. Bông hồng vàng của Chamette! Đối với tôi có phần nào là hình tượng tương lai của hoạt động sáng tạo của chúng ta. Thật là lạ lùng khi chẳng có ai chịu bỏ sức lao động của mình ra nghiên cứu xem từ những hạt bụi quý ấy đã phát sinh ra nguồn văn học sinh động như thế nào. Nhưng cũng giống như bông hồng vàng của người thợ hót rác già kia làm ra là để cho Suzanne được hạnh phúc, sáng tác của chúng ta là để cho cái đẹp của Trái Đất, cho lời kêu gọi đấu tranh vì hạnh phúc, vì niềm vui và tự do, cho cái cao rộng của tâm hồn và sức mạnh của trí tuệ chiến thắng bóng tối cho chúng ta rực rỡ như một mặt trời không bao giờ tắt."

## Tác phẩm đã dịch ra tiếng Việt
- Cô gái làm ren, Từ Bích Hoàng dịch, Hà Nội: Nhà xuất bản Thanh Niên, 1958.
- Bông hồng vàng, Vũ Thư Hiên dịch, Hà Nội: Nhà xuất bản Văn hóa, 1961; Nhà xuất bản Văn học tái bản 1982 ghi bút danh: Kim Ân dịch, (Золотая роза, 1955)
- Truyện ngắn Pauxtốpxki, Hà Nội, 1962
- Mưa trong bình minh: Tuyển tập truyện ngắn Nga, Vũ Minh Thiều dịch, Sài Gòn: Gió Bốn Phương xuất bản, 1966 (đây là tập truyện ngắn nhiều tác giả. Tên truyện nguyên tác là Дождливый рассвет.)
- Chiếc nhẫn bằng thép, Nguyễn Thuỵ Ứng và Vũ Quỳnh dịch, Hà Nội: Nhà xuất bản Kim Đồng, 1973 («Стальное кольцо»)
- Vịnh mõm đen, Nguyễn Hải Hà dịch, Hà Nội: Nhà xuất bản Thanh Niên, 1978. Gồm hai truyện: "Vịnh mõm đen" (Kara-Bugaz / Кара-Бугаз, 1932) và "Kolkhida" (Колхида, 1933)
- Một mình với mùa thu, Phan Hồng Giang dịch và giới thiệu, Hà Nội: Nhà xuất bản Tác phẩm mới, 1984 («Наедине с осенью»)
- Bình minh mưa, Kim Ân và Mộng Quỳnh dịch, Hà Nội: Nhà xuất bản Văn học, 1984 (Kim Ân là bút danh của Vũ Thư Hiên). (Đây là tập truyện ngắn, tên truyện nguyên tác là Дождливый рассвет.)
- Câu chuyện phương bắc, Mộng Quỳnh dịch, Nhà xuất bản Hà Nội, 1987 (Северная повесть, 1938)
- Pauxtopxki Tự truyện, Tạ Hồng Trung dịch, Nhà xuất bản Văn hoá Thông tin, 2002 (Повесть о жизни - Далёкие годы, 1946)
- Chuyện đời: Hồi ký. T.1 - Những năm tháng xa xưa, Phan Bạch Châu dịch, Nhà xuất bản Hội Nhà Văn (Повесть о жизни - Далёкие годы, 1946).
- Chuyện đời: Hồi ký. T.2 - Thời thanh niên sôi động, Phan Bạch Châu dịch, Nhà xuất bản Hội Nhà Văn, 2011. (Повесть о жизни - Беспокойная юность, 1955)
- Chuyện đời: Hồi ký. T.3 - Bắt đầu một thế kỷ chưa từng có, Phan Bạch Châu dịch, Nhà xuất bản Hội Nhà Văn, 2012. (Повесть о жизни - Начало неведомого века, 1957)
- Chuyện đời: Hồi ký. T.4 - Thời kỳ của những hy vọng lớn lao, Phan Bạch Châu dịch, Nhà xuất bản Hội Nhà Văn, 2012. (Повесть о жизни -  Время больших ожиданий, 1959)
- Chuyện đời: Hồi ký. T5 - Thần tốc xuống phương nam, Nhà xuất bản Hội Nhà Văn (Повесть о жизни - Бросок на юг, 1960)
- Chuyện đời: Hồi ký. T.6  - Tập sách của những chuyến ngao du, Phan Bạch Châu dịch, Nhà xuất bản Hội Nhà Văn, 2012. (Повесть о жизни - Книга скитаний, 1963)